# Kurt Klimmeck
Kurt Klimmeck (* 1882 in Alt Muntowen, Kreis Sensburg, Masuren; † 1939 in Potsdam) war ein deutscher Tiermediziner, Oberregierungsrat und Fachbuchautor.

## Leben
Kurt Klimmeck studierte Tiermedizin an der Tierärztlichen Hochschule (TiHo) in Berlin und erlangte die Approbation zum Tierarzt. Im Jahr 1906 wurde er als Assistent des Veterinärrates in Johannisburg tätig. Von 1907 bis 1914 war er als Direktor des Schlachthofs in Strasburg in Westpreußen angestellt. Im Jahr 1914 wurde er zum Kriegsdienst einberufen und nahm am Ersten Weltkrieg teil. Er diente als Truppenveterinär und Rossarzt der Kavallerie beim XVII. Reserve-Korps – zuerst am Pferdelazarett danach beim Pferdedepot.
In den Jahren 1921/1922 war Klimmeck Direktor des Schlachthofs in Allenstein im Ermland. Im Jahr 1922 promovierte er an der Tierärztlichen Hochschule Berlin mit der Doktorarbeit Beiträge zur Anatomie des Darmes vom Schweine zum Doktor der Veterinärmedizin (Dr. med. vet.) und wurde ab 1923 als Kreistierarzt angestellt. Anschließend war er ab 1925 als Mitarbeiter beim Preußischen Landwirtschaftsministerium und ab 1927 Regierungs- und Veterinärrat beim Regierungsbezirk Marienwerder beamtet.
Seit 1928 war er als Oberregierungs- und Veterinärrat erneut im Preußischen Ministerium für Landwirtschaft, Domänen und Forsten in Berlin tätig. Er war ebenfalls Spezialreferent für Fleischbeschau, veterinäre Lebensmittelüberwachung und sanitätspolizeiliche Milchkunde in der Veterinärabteilung des zuständigen Ministeriums. Klimmeck wirkte auch als Berater bei der Abfassung des Lebensmittelgesetzes vom 5. Juli 1927 und des Milchgesetzes vom 31. Juli 1930 mit.
Er verfasste mit Arthur Schröter, Max Hellich, Fritz Backhaus das Werk Das Fleischbeschaugesetz (vom 3. Juni 1900) nebst preussischem Ausführungsgesetz und Ausführungsbestimmungen sowie dem preussischen Schlachthausgesetze, das erstmals 1930 in Berlin veröffentlicht und 1934 zum fünften Mal aufgelegt wurde.
Im Jahr 1931 wurde Kurt Klimmeck zum außerordentlichen Mitglied am Landesveterinäramt sowie zum Mitglied der Prüfungskommission für Veterinärräte berufen. Von 11. November bis 29. Dezember 1932 war er kurzfristig im einstweiligen Ruhestand. Ab dem 1. Dezember 1932 war er als Mitarbeiter im Reichsministerium des Innern (RMI) und ab 27. Mai 1933 beim Regierungsbezirk Breslau tätig. Mit dem Breslauer Hygieniker Johannes Kathe publizierte er 1934 die Monografie Ueber die Gefährlichkeit der Verwendung von Bakterien der Enteritis-Gruppe zur Vertilgung tierischer Schädlinge, die sowohl auf Interesse als auch auf Kritik gestoßen hatte.
Kurt Klimmeck wurde am 1. April 1937 nach Potsdam versetzt und wohnte dort bis zum Lebensende.

## Schriften
- Beiträge zur Anatomie des Darmes vom Schweine. Dissertation. Tierärztliche Hochschule (TiHo), Berlin 1922.
- mit Arthur Schroeter, Max Hellich, Fritz Backhaus: Das Fleischbeschaugesetz (vom 3. Juni 1900) nebst preussischem Ausführungsgesetz und Ausführungsbestimmungen sowie dem preussischen Schlachthausgesetze. R. Schoetz Verlag, Berlin 1930; DNB 578612410
  - mit Arthur Schroeter, Max Hellich, Fritz Backhaus: Das Fleischbeschaugesetz nebst preussischem Ausführungsgesetz und Ausführungsbestimmungen sowie dem preussischen Schlachthausgesetze und dem Reichsgesetz über die Gebühren der Schlachtviehmärkte. Mit Erläuterungen von Arthur Schroeter. R. Schoetz Verlag, Berlin 1934; DNB 368174492
- mit Johannes Kathe: Ueber die Gefährlichkeit der Verwendung von Bakterien der Enteritis-Gruppe zur Vertilgung tierischer Schädlinge. Berlin 1934.
- Louis Bahr, Hugo Rautmann, Johannes Kothe: Einige kritische Bemerkungen zu der Veröffentlichung Dr. Kathes, Dr. Klimmecks u. Dr. Standfuss „Ueber die Gefährlichkeit der Verwendung von Bakterien der Enteritis-Gruppe zur Vertilgung tierischer Schädlinge“. R. Schoetz Verlag, Berlin 1935.
- mit Johannes Kathe, Richard Standfuss: Erwiderung auf die „Kritischen Bemerkungen“ von Dr. Bahr und Dr. Rautmann zu unserer Arbeit „Ueber die Gefährlichkeit der Verwendung von Bakterien der Enteritis-Gruppe zur Vertilgung tierischer Schädlinge“ mit Johannes Kathe. Berlin 1935.
- Planmäßige Bekämpfung der Enteritis in den Rindviehbeständen. In: Berliner Tierärztliche Wochenschrift, 1936, S. 146–149.
- Eine große bakterielle Lebensmittelvergiftung und ihre Lehren. In: Berliner Tierärztliche Wochenschrift, 1937, S. 465–469 und 478–481.